# Toa cấp năng lượng

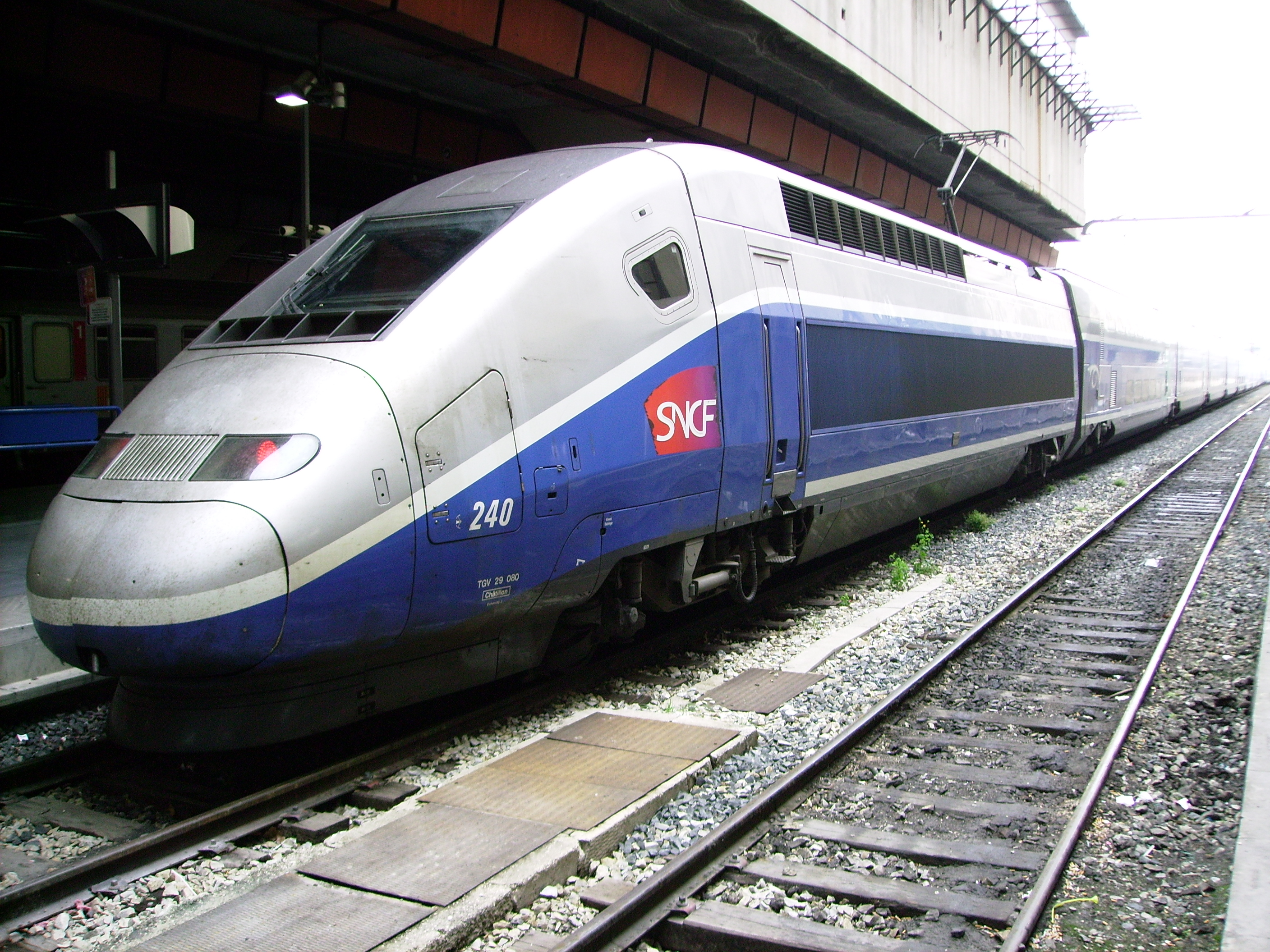
Toa cấp năng lượng của tàu SNCF TGV Duplex đang ở ga Gare de Marseille-Saint-Charles, Pháp.

Trong giao thông đường sắt, cách gọi toa cấp năng lượng nhằm chỉ một trong hai loại phương tiện đường sắt:
- toa đẩy, và thường cũng điều khiển, dẫn đầu cả đoàn tàu chở khách hoặc xe điện[1][2][3]
- toa được lặp đặt thiết bị chuyên dụng để cung cấp nhiệt hoặc điện tới các toa khác của đoàn tàu.[2][3]

Loại thứ nhất có khái niệm cần với đầu máy xe lửa. Điểm khác type of power car is their construction or use. Một đầu máy xe lửa thường có tách biệt chức năng cụ thể với phần còn lại của đoàn tàu, nó chỉ có chức năng cung cấp lực đẩy và điều khiển tàu (và nhiệt hoặc điện đối với các tàu chở khách). Trái lại, một toa cấp năng lượng loại thứ nhất thường là một phần không thể thiếu của đoàn tàu, và không gian của toa này được sử dụng để chở thêm hành khách hoặc để thêm hàng hóa.

## Ví dụ

### Hoa Kỳ
Gần như toàn bộ các tàu cao tốc đều sử dụng toa cấp năng lượng, thường được đặt ở đầu tiên và tận cùng của đoàn tàu. Ví dụ như tàu Acela của tập đoàn Amtrak, sản xuất bởi Bombardier ở Canada sử dụng công nghệ từ tập đoàn Alstom của Pháp. Có 20 đoàn tàu Acela đang vận hành giữa Washington, D.C. và Boston, Massachusetts. Mỗi đoàn tàu có 6 toa khách thường và 2 toa cấp năng lượng.

### Vương quốc Liên hiệp Anh và Bắc Ireland
Tàu thế hệ cũ InterCity 125, được chế tạo và sử dụng bởi công ty British Rail và sau này là công ty Great Western Railway.

### New Zealand
Các tàu động lực phân tán (diesel hay điện) thường hợp từ hỗn hợp giữa toa cấp năng lượng và toa rơ moóc thông thường, thường với một toa trong mỗi cặp có thể được ghép nối với các cặp khác để tạo thành một đoàn tàu dài hơn; xem thêm Tàu điện động lực phân tán lớp FP của New Zealand.

### Úc

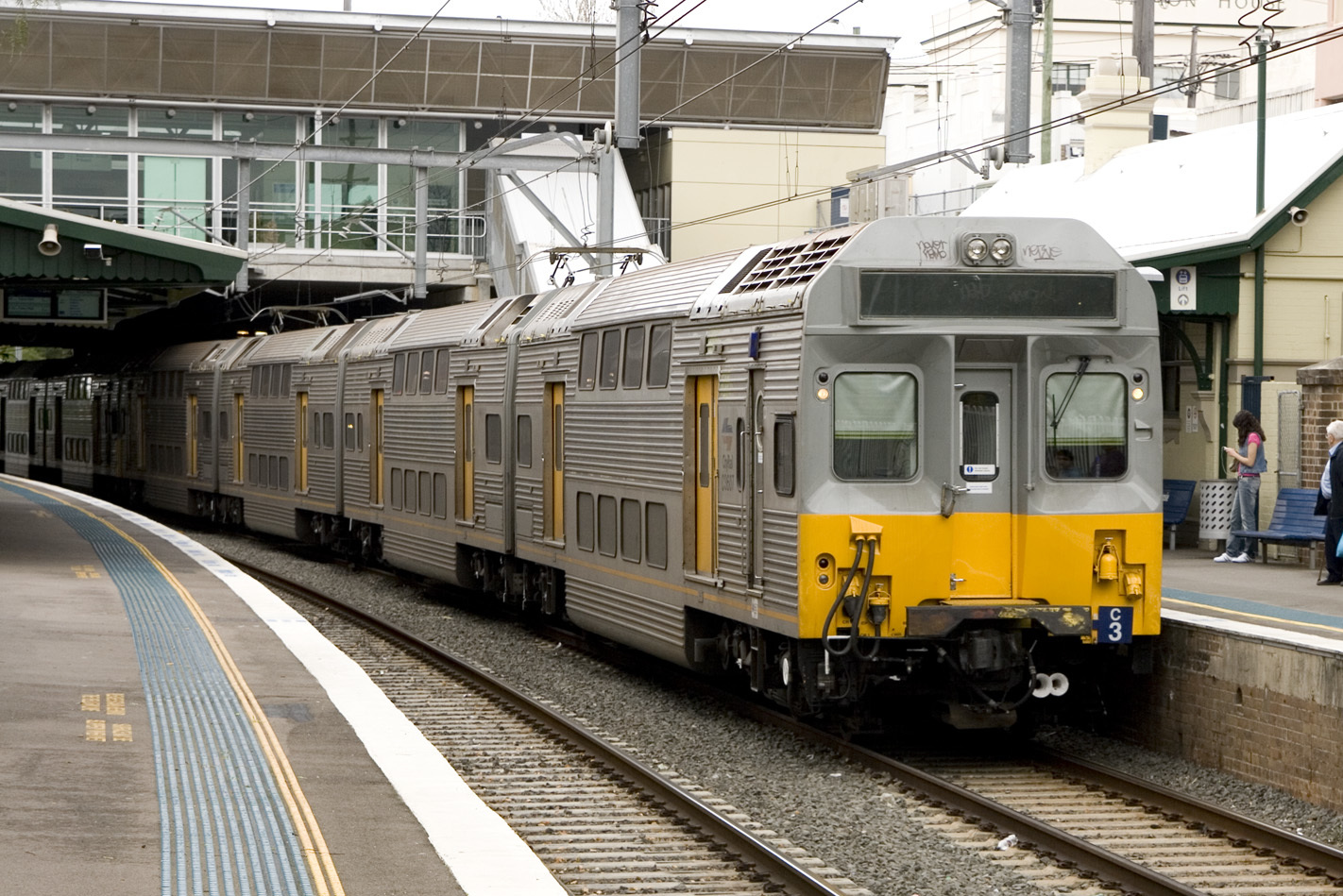
Một tàu C set của hệ thống Sydney Trains ở Ga Campsie. Nó bao gồm 2 toa cấp năng lượng ở đầu và cuối đoàn tàu, xen giữa là 2 toa rơ moóc.

Tàu XPT của hệ thống NSW TrainLink, vốn được dựa trên InterCity 125, có 2 toa cấp năng lượng ở 2 đầu, một đẩy và một kéo. Tàu Diesel Tilt Train của Queensland Rail cũng có 2 toa cấp năng lượng. Các điện động lực phân tán, như tàu C set của Sydney Trains, có 2 toa cấp năng lượng ở 2 đâu, các toa rơ moóc ở giữa.